# Nilo Franzen
Nilo Anselmo Franzen (Garibaldi, 9 de agosto de 1902 — , ) foi um remador brasileiro.
Era afiliado ao Clube de Regatas Almirante Barroso. Foi campeão brasileiro e sul-americano de remo em 1935. 
Em 1936 sagrou-se bicampeão brasileiro e foi aos Jogos Olímpicos de Berlim no oito com, junto com Alfredo de Boer, Arno Franzen, Lauro Franzen, Ernesto Sauter, Frederico Tadewald, Henrique Kranen Filho, Máximo Fava e Rodolph Rath (timoneiro).